# Søren Kragh Andersen
Søren Kragh Andersen (* 10. August 1994 in Strib) ist ein dänischer Radrennfahrer.

## Karriere
Kragh Andersen wurde im Jahr 2014 dänischer U23-Meister im Einzelzeitfahren. 2015 gewann er die Gesamtwertung des UCI-Nations-Cup-Rennens ZLM Tour, bei dem er auch zwei Etappen gewann. Bei der Tour des Fjords gewann er die vierte Etappe und damit sein erstes Rennen der ersten UCI-Kategorie. Im darauffolgenden Herbst gewann er zwei Tagesabschnitte des UCI Nations Cup-Rennens Tour de l’Avenir.
Darauf erhielt Kragh Andersen zur Saison 2016 einen Vertrag beim UCI WorldTeam Giant-Alpecin. Nachdem er bei der Tour of Oman bereits im Jahr 2016 die Nachwuchswertung gewonnen hatte, siegte er auf der Bergankunft der zweiten Etappe der Tour of Oman 2017 im Sprint einer achtköpfigen Spitzengruppe und gewann damit seinen ersten Wettbewerb der hors categorie. Im Herbst 2017 wurde er mit seinem Team Weltmeister im Mannschaftszeitfahren und belegte anschließend beim Klassiker Paris-Tours den zweiten Platz im Sprint einer Dreiergruppe.

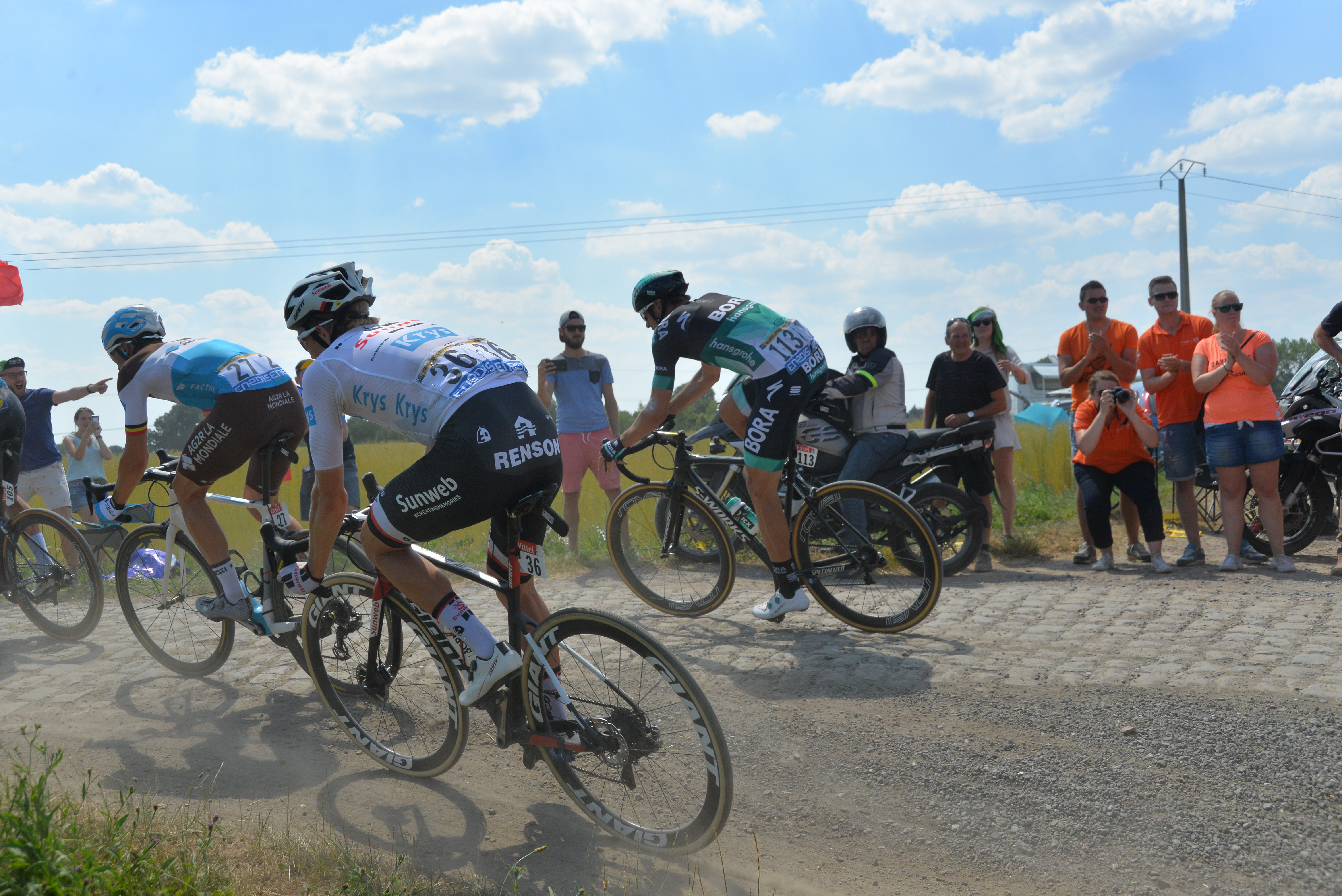
Im Weißen Trikot auf der 9. Etappe der Tour de France 2018

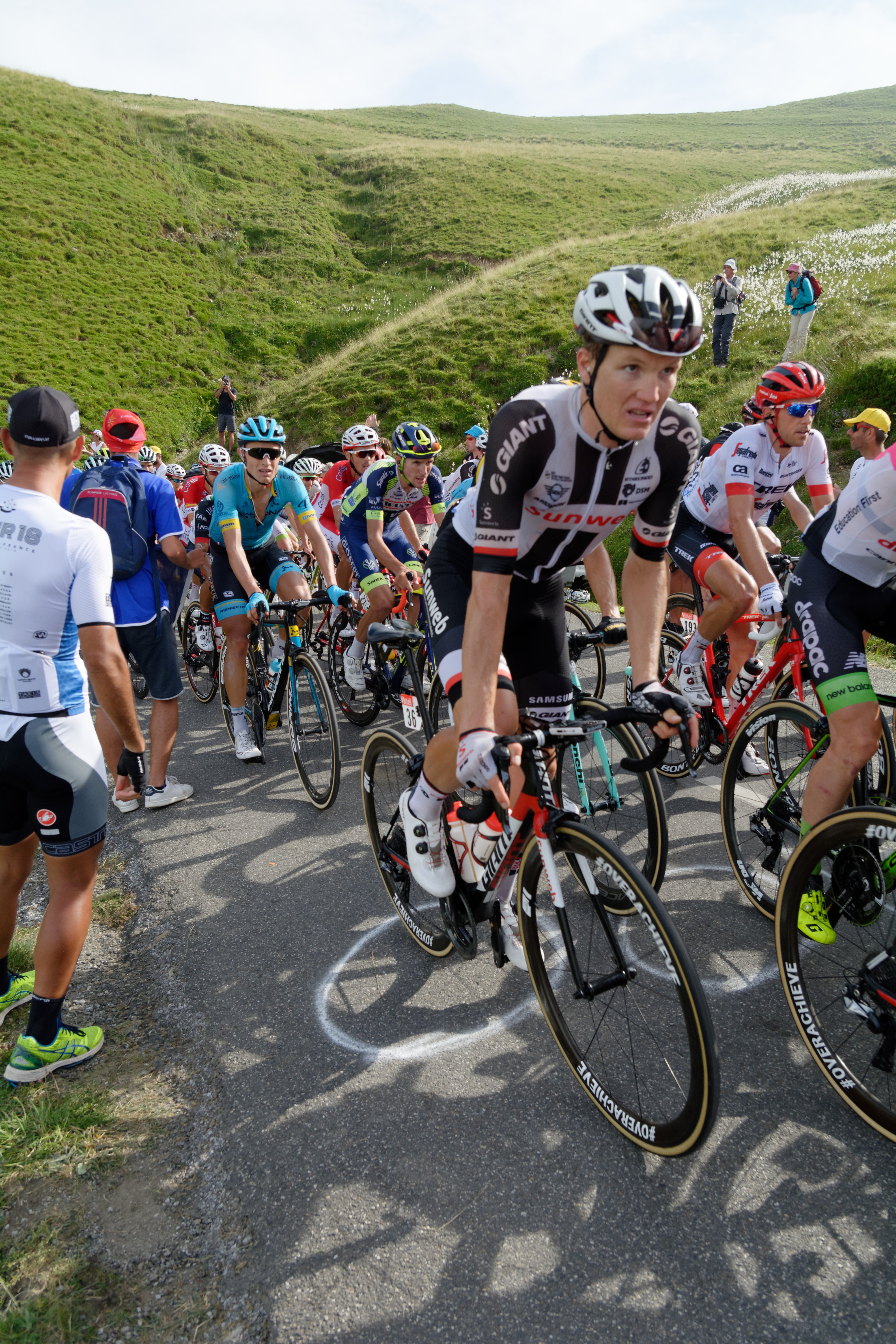
Kragh Andersen auf der 19. Etappe der Tour de France 2018

2018 gewann Søren Kragh Andersen die 6. Etappe der Tour de Suisse und wurde beim abschließenden Zeitfahren Zweiter mit 19 Sekunden Rückstand auf Stefan Küng. Bei der anschließenden Tour de France trug er sieben Etappen lang das Weiße Trikot und wurde im Einzelzeitfahren der 20. Etappe Fünfter. Zum Ende der Saison errang er bei den Weltmeisterschaften in Innsbruck Silber im Mannschaftszeitfahren. Kurz darauf gewann der Däne nach Rang zwei im Vorjahr Paris–Tours, nachdem er zehn Kilometer vor dem Ziel von Niki Terpstra und Benoît Cosnefroy distanzierte und mit einem Vorsprung von 25 Sekunden über die Ziellinie fuhr. Im Jahr 2019 konnte er keinen Sieg erringen, wurde jedoch zu Beginn des Jahres hinter dem Slowenen Tadej Pogačar Zweiter der Algarve-Rundfahrt.
Im Jahr 2020 stand er beim Omloop Het Nieuwsblad als Dritter auf dem Podium, nachdem er sich gemeinsam mit Jasper Stuyven und Yves Lampaert im Anstieg der Mauer von Geraardsbergen von der Spitzengruppe abgesetzt hatte. Im Anschluss gewann er das Einzelzeitfahren von Paris–Nizza und belegte am Ende der Fernfahrt den 10. Gesamtrang. Bei der Tour de France 2020 feierte Kragh Andersen seine bis dahin größten Erfolge, als er die 14. Etappe und 19. Etappe jeweils als Solist gewann. Bei der anschließenden BinckBank Tour siegte er erneut im Zeitfahren und belegte in der Gesamtwertung den Zweiten Rang hinter Mathieu van der Poel.
In den beiden nachfolgenden Jahren konnte Kragh Andersen keinen weiteren Sieg für das Team DSM einfahren. Dafür fuhr er bei Mailand–Sanremo zwei Mal in die Top 10 und konnte sich im Jahr 2021 gemeinsam mit dem späteren Jasper Stuyven nach dem Anstieg des Poggio auf den letzten flachen Kilometern absetzten. Im Finale leistete er jedoch zu viel Führungsarbeit und wurde vom herannahenden Hauptfeld eingeholt.
Nach zwei sieglosen Jahren schloss sich Kragh Andersen dem Team Alpecin-Deceuninck an und gewann im Sprint einer zehnköpfigen Spitzengruppe mit Eschborn–Frankfurt 2023 sein erstes Eintagesrennen der UCI World Tour. Sein einziger weiterer Erfolg bei der belgischen Mannschaft gelang ihm ebenfalls im Jahr 2023, als er die Punktewertung der Luxemburg-Rundfahrt für sich entschied.
Ab dem Jahr 2025 fährt der zwischenzeitlich 30-jährige Däne für die US-amerikanische Lidl-Trek-Mannschaft, bei der er einen Zweijahresvertrag erhielt. Aufgrund der Entfernung eines gutartigen Tumors im Bereich des Skrotums verpasste er jedoch das Frühjahr und kehrte erst am 1. Mai bei Eschborn–Frankfurt in Renngeschehen zurück. Als Helfer unterstütze er Mads Pedersen bei dessen Giro-d’Italia-Etappensiegen in Albanien, ehe er die Rundfahrt nach einem Sturz auf der 4. Etappe mit einem Handgelenksbruch aufgeben musste.

## Erfolge
2014
- Dänischer Meister – Einzelzeitfahren (U23)

2015
- Gesamtwertung und zwei Etappen ZLM Tour
- Hadeland GP
- eine Etappe Tour des Fjords
- Prolog und eine Etappe Tour de l’Avenir

2016
- Nachwuchswertung Tour of Qatar

2017
- eine Etappe Tour of Oman
- Weltmeister – Mannschaftszeitfahren

2018
- eine Etappe Tour de Suisse
- Weltmeisterschaft – Mannschaftszeitfahren
- Paris-Tours
- Hammer Chase Hammer Hongkong

2020
- eine Etappe Paris-Nizza
- zwei Etappen Tour de France
- eine Etappe BinckBank Tour

2023
- Eschborn–Frankfurt
- Punktewertung Luxemburg-Rundfahrt

2025
- Dänischer Meister – Straßenrennen

## Wichtige Platzierungen
| Grand Tour            | 2016 | 2017 | 2018 | 2019 | 2020 | 2021 | 2022 | 2023 | 2024 | 2025 |
| --------------------- | ---- | ---- | ---- | ---- | ---- | ---- | ---- | ---- | ---- | ---- |
| Giro d’ItaliaGiro     | –    | –    | –    | –    | –    | –    | –    | –    | –    | DNF  |
| Tour de FranceTour    | –    | –    | 52   | DNF  | 58   | DNF  | –    | 122  | DNF  |      |
| Vuelta a EspañaVuelta | –    | 106  | –    | –    | –    | –    | –    | –    | –    |      |

| Weltmeisterschaft        | 2016 | 2017 | 2018 | 2019 | 2020 | 2021 | 2022 | 2023 | 2024 | 2025 |
| ------------------------ | ---- | ---- | ---- | ---- | ---- | ---- | ---- | ---- | ---- | ---- |
| StraßenrennenStraße      | DNF  | 12   | –    | –    | –    | –    | –    | DNF  | –    |      |
| EinzelzeitfahrenEZF      | 36   | –    | 18   | –    | –    | –    | –    | –    | –    |      |
| MannschaftszeitfahrenMZF | 7    | 1    | 2    | –    | –    | –    | –    | –    | –    |      |

| Monument                 | 2016 | 2017 | 2018 | 2019 | 2020 | 2021 | 2022 | 2023 | 2024 | 2025 |
| ------------------------ | ---- | ---- | ---- | ---- | ---- | ---- | ---- | ---- | ---- | ---- |
| Mailand–Sanremo          | DNF  | –    | –    | 52   | 57   | 9    | 7    | 5    | 31   | –    |
| Flandern-Rundfahrt       | DNF  | 74   | 53   | DNF  | DNF  | 58   | DNS  | DNF  | DNF  | –    |
| Paris–Roubaix            | –    | DNF  | DNF  | –    | –    | 24   | –    | –    | –    | –    |
| Lüttich–Bastogne–Lüttich | –    | DNF  | –    | –    | –    | –    | 25   | DNF  | 67   | –    |
| Lombardei-Rundfahrt      | –    | –    | –    | –    | –    | –    | –    | –    | –    |      |